# 小野成時
小野 成時（おの の なりとき）は、鎌倉時代前期の武士。

## 生涯
武蔵七党横山党の一族成田氏の小野義成の子。正治2年（1200年）源頼家の鶴岡八幡宮参拝に随兵の一人として従っている。
成時は父とともに在京武士としての性格が強く、また父が三左衛門事件に関わったように中御門流一条家と近い関係にあったらしく、元久2年（1205年）の左衛門尉に任官も一条能保の推薦があったものと考えられている。建永元年（1206年）延暦寺衆徒が近江国に乱入した際、検非違使として在京していた父に従ってその追捕にあたり、特に八島時清を追撃した際には父とともに時清と斬り合い、遂にこれを討ち取った。建永2年（1207年）には院で行われた笠懸で射手を務めている。
承元2年（1208年）父が没したため鎌倉に下向し、院の承認を背景にその遺跡継承の承認を受けている。建暦3年（1214年）鎌倉で和田合戦があると、当時九州にあった成時は三浦氏の縁者である在京御家人の大友能直を討とうと上洛したが、院により制止されている。同年、延暦寺衆徒が抗争相手の清水寺を焼き討ちにしようとした際、西面武士だった成時は後鳥羽上皇の命で停戦に応じない衆徒と戦った。比叡山はこの事に猛抗議を加えたため、朝廷は西面武士たちを解官することとなり、成時も身柄を検非違使に引き渡された。
承久3年（1221年）承久の乱では官軍として出陣するが、宇治川の戦いで幕府軍に大敗する。主だった将兵は逃走し、成時は藤原朝俊・八田知尚・佐々木高重らとともに宇治川に留まって戦ったが、幕府軍の宮城小四郎によって討ち取られた。